# John Harold Lozano
John Harold Lozano (Cali, Valle del Cauca, Colombia; 30 de marzo de 1972) es un exfutbolista colombiano que jugaba como mediocampista. Durante su carrera llegó a disputar 418 partidos y anotó 24 goles.

## Anécdota
Una anécdota curiosa es que en el partido disputado entre el Real Madrid y el Real Valladolid del 29 de septiembre de 2001 los jugadores madridistas le inculparon de "haber silbado" durante un tiro libre, haciendo creer al conjunto blanco que el árbitro había pitado, situación que los vallisoletanos aprovecharon para marcar gol. El centrocampista negó su responsabilidad alegando que en el campo había más de 90.000 espectadores y que cualquiera pudo hacer sonar el silbato
Años después, luego de retirarse como jugador, admitió que sí había silbado.

## Selección nacional
Fue internacional con la Selección de fútbol de Colombia entre 1993 y 2005, jugando 48 partidos y marcando tres goles.

### Participaciones enEliminatorias al Mundial
| Eliminatoria                           | Sede del Mundial       | Posición               | Resultado   | PJ | GA | Asis |
| -------------------------------------- | ---------------------- | ---------------------- | ----------- | -- | -- | ---- |
| Eliminatorias Mundial de USA 1994      | Estados Unidos         | 1°lugar 10pts Grupo A  | Clasificado | 2  | 0  | 0    |
| Eliminatorias Mundial de Francia 1998  | Francia                | 3°lugar 28pts          | Clasificado | 7  | 0  | 1    |
| Eliminatorias Mundial de Alemania 2006 | Alemania               | 6°lugar 24pts          | Eliminado   | 2  | 0  | 0    |
| Total en Eliminatorias                 | Total en Eliminatorias | Total en Eliminatorias | 2/3         | 11 | 0  | 1    |

### Participaciones enCopas del Mundo
| Mundial                  | Sede                     | Resultado                | PJ | GA | Asis |
| ------------------------ | ------------------------ | ------------------------ | -- | -- | ---- |
| Mundial de USA 1994      | Estados Unidos           | Fase de grupos           | 1  | 1  | 0    |
| Mundial de Francia 1998  | Francia                  | Fase de grupos           | 3  | 0  | 0    |
| Total en Copas del Mundo | Total en Copas del Mundo | Total en Copas del Mundo | 4  | 1  | 0    |

### Participaciones enCopas América
| Torneo                 | Sede                   | Resultado              | PJ | GA | Asis |
| ---------------------- | ---------------------- | ---------------------- | -- | -- | ---- |
| Copa América 1993      | Ecuador                | Tercer lugar           | 4  | 0  | 0    |
| Copa América 1995      | Uruguay                | Tercer lugar           | 4  | 0  | 0    |
| Copa América 1999      | Paraguay               | Cuartos de final       | 3  | 0  | 1    |
| Total en Copas América | Total en Copas América | Total en Copas América | 11 | 0  | 1    |

### Participaciones enJuegos Olímpicos
| Torneo                | Sede              | Resultado      | PJ | GA | Asis |
| --------------------- | ----------------- | -------------- | -- | -- | ---- |
| Juegos Olímpicos 1992 | Barcelona, España | Fase de grupos | 3  | 0  | 0    |

### Participaciones enCopas Oro
| Campeonato    | Sede           | Resultado        | PJ | GA | Asis |
| ------------- | -------------- | ---------------- | -- | -- | ---- |
| Copa Oro 2003 | Estados Unidos | Cuartos de final | 2  | 0  | 0    |

## Clubes
| Club            | País     | Año       |
| --------------- | -------- | --------- |
| América de Cali | Colombia | 1990-1994 |
| Club América    | México   | 1994-1995 |
| Palmeiras       | Brasil   | 1995      |
| FC Rustavi      | Georgia  | 1995-1996 |
| Real Valladolid | España   | 1996-2002 |
| RCD Mallorca    | España   | 2002-2003 |
| Pachuca         | México   | 2003-2004 |

## Palmarés

### Campeonatos nacionales
| Título           | Club            | País     | Año     |
| ---------------- | --------------- | -------- | ------- |
| Primera División | América de Cali | Colombia | 1992    |
| Copa del Rey     | RCD Mallorca    | España   | 2002/03 |
| Primera División | Pachuca         | México   | 2003    |